# Velike Sesvete
Velike Sesvete falu Horvátországban Kapronca-Kőrös megyében. Közigazgatásilag Kőröshöz tartozik.

## Fekvése
Köröstől 11 km-re északkeletre fekszik.

## Története
A település eredeti neve Sesveta volt. Nevét a Mindenszentek tiszteletére szentelt plébániatemplomáról kapta.
1857-ben 266, 1910-ben 250 lakosa volt. Trianonig Belovár-Kőrös vármegye Körösi járásához tartozott. 2001-ben 90 lakosa volt.

## Külső hivatkozások
Körös város hivatalos oldala